# Ото Мартин Торел
Ото Мартин Торел (на шведски: Otto Martin Torell) е шведски геолог, зоолог, полярен изследовател.

## Биография

### Младежки години (1828 – 1860)
Роден е на 5 юни 1828 година в град Варбери, Южна Швеция. След завършване на средното си образование, през 1844 се записва медицина в Университета в Лунд. През 1853 получава докторска степен по философия.
През 1856 г. пътува до Швейцария, за да изучава ледниците, а през 1857 със същата цел посещава Исландия, като изследва южния край на масива Вахтнайокутъл, изкачва се на него и изучава движението на местните ледници и късите реки спускащи се от масива. През 1857, заедно с Адолф Ерик Норденшелд, предприема първата си експедиция в Шпицберген, а през 1859 провежда изследвания в Гренландия. Благодарение на тези пътешествия се заражда план за организиране на редица научни полярни експедиции.
През 1860 става доцент по зоология.

### Експедиционна и научноизследователска дейност (1861 – 1866)
През 1861 Торел лично възглавява експедиция до Шпицберген заедно с Адолф Ерик Норденшелд, финландеца Карл Хидениус (1834 – 1864) и още няколко учени. От залива Белсун експедицията преминава на север покрай остров Западен Шпицберген до 80° с.ш., а след това на изток до 17° и.д., където среща тежки ледове. По време на принудителното стоене Хидениус първи изследва п-ов Ню Фрислан – крайната северна част на остров Западен Шпицберген. Отдалеч той вижда на юг, на 79° с.ш., високи планини, в т.ч. и връх, който на картите от XIX в. се е наричал Хидениус, а сега връх Нютон (1712 м, най-високата точка на целия архипелаг). След това изследва северозападното крайбрежие на остров Североизточна Земя до п-ов Лапония (на 20° и.д.).
През това време Торел и Норденшелд с лодки изследват протока Хинлопен и на 17º 50` и.д. откриват Ломе фиорд. На 80°45′ с. ш. 20°50′ и. д. / 80.75° с. ш. 20.833333° и. д. изследват островите Пари и Фипс от о-вите Седем Острова, п-ов Земя Принц Оскар (23º и.д., на северното крайбрежие на остров Североизточна Земя) и на изток от него откриват Дуве фиорд (80°20′ с. ш. 23°40′ и. д. / 80.333333° с. ш. 23.666667° и. д.). От бреговите планини шведите виждат на изток открито море, но не се решават да продължат нататък и се завръщат на кораба. По същото време Хидениус изследва части от протока Хинлопен и целия Ломе фиорд и открива по бреговете им няколко ледника.
Тази експедиция служи като база за следващите научни изследвания в полярните райони. Освен важните наблюдения в областта на географията, геологията, зоологията и ботаниката, по време на експедицията са проведени и наблюдения на температурата на водата и е доказано че Гълфстрийм достига до бреговете на Шпицберген. Не по-малко значение имат и взетите проби от дъното на дълбочина 2500 м, съдържащи голямо количество органична материя. Особено важен резултат от работата на експедицията е изработването на първото сравнително точно описание на големи участъци от най-малко известните брегове на Западен Шпицберген и първото научно изследване на Североизточна Земя.
Торел става първия шведски изследовател, който приема ледниковата теория, съгласно която Скандинавския п-ов по време на ледниковата епоха е покрит с континентален лед. Той отива още по-далеч, като утвърждава, че континенталния ледник от Скандинавия се разпространява на изток и юг от бъдещото Балтийско море.
През 1865 Кралското холандско дружество за технически и хуманитарни науки отпуска премия за решаване на въпроса за произхода на чуждите планински породи, които се срещат като отделни блокове в Северна Холандия. През 1866 Торел представя своя отговор базиран на теорията му за континенталния ледник и получава премията в размер на 150 гулдена и златен медал от дружеството.

### Следващи години (1866 – 1900)
От 1866 г. е извънщатен професор по зоология в Лундския университет. През 1871 по време на преподавателската си дейност в университета основава ново геоложко учреждение – шведската геоложка служба, става неин пръв председател и спомага за превръщането ѝ в значителен научен институт.
През 1875 той представя своята теория за заледяването на Северна Европа и пред Немското геоложко дружество, но тя е посрещната хладно и без разбиране.
От 1870 Торел е член на Шведската академия на науките, от 1872 – на Академията за селско стопанство, а също член на множество други шведски и чуждестранни научни дружества.
Умира на 11 септември 1900 година в Стокхолм на 72-годишна възраст.

## Памет
Неговото име носят:
- долина Торел (79°32′ с. ш. 14°08′ и. д. / 79.533333° с. ш. 14.133333° и. д.), в северната част на остров Западен Шпицберген, архипелаг Шпицберген;
- Земя Торел, южната част на остров Западен Шпицберген, архипелаг Шпицберген;
- ледник Торел (77°15′ с. ш. 14°40′ и. д. / 77.25° с. ш. 14.666667° и. д.), в югозападната част на остров Западен Шпицберген, архипелаг Шпицберген;
- нос Торел (79°21′ с. ш. 20°45′ и. д. / 79.35° с. ш. 20.75° и. д.), на югоизточния бряг на остров Североизточна земя, архипелаг Шпицберген;
- планина Торел (77°40′ с. ш. 16°00′ и. д. / 77.666667° с. ш. 16° и. д.), на южния бряг на фиорда Ван Мейен, на остров Западен Шпицберген, архипелаг Шпицберген.

## Съчинения
- „Om de geologiska forskningarne i Norge“ (1865);
- „Bidrag till sparagmitetagens geognosi och paleontologi“ (1867);
- „Petrijicata suecana formationis cambricce“ (1870);
- „Sur les traces les plus anciennes de l’existence de l’homme enSuéde“ (1876);
- „On the causes of the glacial phenomena in the north eastern portion of North America“ (1877);
- „Om Sveriges vigtigaste kristalliniska bergslag och deras förhållanden till hvarandra“ (1882);
- „Undersökningar öfver istiden“, III (1887);
- „Aflagringarne å ömse sidor om riksgränsen uti Skandinaviens sydligare fjelltrakter“ (1888);
- „Apatitförekomsterna i Norrbottens län“ (1890);
- „Den ostbaltiska isalpen“ (1892).